# Едмунд Дрекзель
Фердинанд Генріх Е́дмунд Дре́кзель (нім. Ferdinand Heinrich Edmund Drechsel; 3 вересня 1843, Лейпциг — 22 вересня 1897, Неаполь) — фізіологічний хімік. Був одним із найважливіших представників старої біохімії.

## Життєпис
Едмунд Дрекзель народився в Лейпцигу в 1843 році у сім'ї адвоката і нотаріуса Карла Фердинанда Дрекселя з Рудних гір. З 1849 року він відвідував приватну школу Гартмайєра, а з 1855 по 1861 рік — гуманістичну школу Святого Томи в Лейпцигу.
Після закінчення середньої школи він вивчав природничі науки, зокрема хімію, у Отто Лінне Ердмана у Лейпцизькому університеті та у Германа Кольбе у Марбурзькому університеті. Влітку 1861 р. він став учасником хору Лейпцизького університету. У 1864 р. отримав звання доктора наук. Потім працював асистентом Якоба Фольгарда в Університеті Людвіга-Максиміліана в Мюнхені, а з 1865 року — у Германа Кольбе в Лейпцигу. У 1868 році він розпочав свою роботу у свинцевих та срібних фабриках «Гюстав Дюмон та брати» у Скленьо, Бельгія. З 1870 по 1872 р. був помічником Теодора Шерера в гірничій академії Фрайберга.
У 1872 році став асистентом Карла Людвіга та завідувачем хімічного відділу Фізіологічного інституту Лейпцизького університету. 1875 році закінчив габілітацію на філософському факультеті з роботою «Внесок у знання про цианімід» і став приват-доцентом. У 1878 році став доцентом кафедри фізіологічної хімії на медичному факультеті Лейпцизького університету.
З 1892 по 1897 рік він змінив Марселі Ненцького на посаді професора фізіологічної та патологічної хімії та фармакології в Бернському університеті. У 1897 р. залишився для навчання в зоологічній станції Неаполя. 22 він вересня помер.

## Науки
Дрекзель зробив важливий внесок у фізіологічну та фізичну хімію.
Він вважається промотором білкової хімії (зокрема відкриття амінокислоти лізину). Проводив лабораторні експерименти з білками і сформулював теорію утворення сечовини з білкових тіл за допомогою карбамової кислоти. Дрекзель відкрив електросинтез змінного струму та описав окислювально-відновні реакції, що спостерігаються на електродах. Досліджував гліколеву кислоту, відновлення вугільної кислоти до щавлевої кислоти і присвятив себе хімії печінки. На честь нього та Вальтера Борше названа циклізація Борша-Дрекселя.